# Barrage John-Day
Le barrage John-Day (en anglais : John Day Dam) est un barrage hydroélectrique sur le fleuve Columbia, entre l'Oregon et l'État de Washington, aux États-Unis.
Le barrage est nommé d'après John Day, un trappeur membre de l'expédition Astor.

## Caractéristiques
Le barrage John-Day est haut de 56 m et long de 2327 m. Il est équipé d'une centrale hydroélectrique au fil de l'eau, comportant seize turbines d'une puissance unitaire de 135 MW, pour une puissance totale de 2 160 MW. La production électrique annuelle de la centrale s'élève à 8 418 GWh.
La construction du barrage John-Day a donné naissance au lac Umatilla (en), long de 123 km.

## Chronologie
Le barrage a été construit entre 1958 et 1971. Un projet de renouvellement de 4 ou 5 des turbines est en cours de 2016 à 2021.

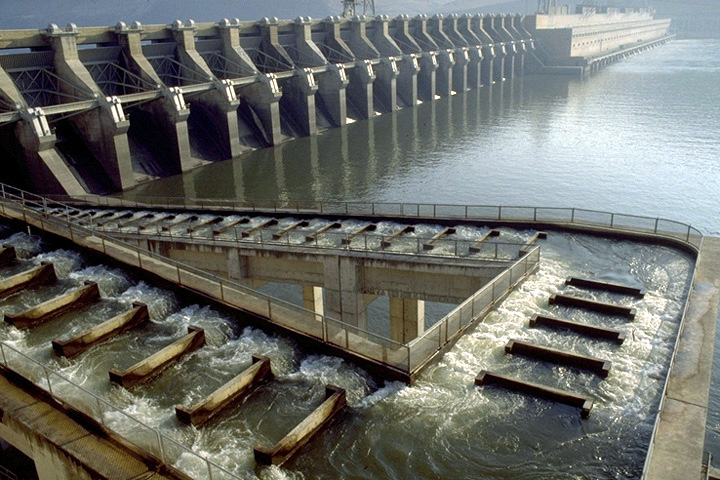
Échelle à poissons du barrage John-Day.